# Pap van Armenië
Pap of Papas (Armeens: Պապ; Latijn: Papes/Papa) (360-374) was koning van Armenië van 370 tot 374. Hij was de zoon van koning Arsjak II en zijn derde vrouw Pharantzem.

## Context
In 363 verloor het Romeinse Rijk het protectoraat over het koninkrijk Armenië. In de daarop volgende inval van de Sassaniden werd zijn vader Arsjak II in 368 gevangengenomen en weggevoerd naar Perzië, waar hij stierf. Zijn moeder Pharantzem nam het regentschap over en Pap werd in veiligheid gebracht in het Romeinse Rijk. In 369/370 werd het fort van Artogerassa veroverd en werd zijn moeder vermoord. De Armeense adel vroeg aan keizer Valens om de terugkeer van Pap.
In 370 viel koning Shapur II opnieuw het koninkrijk Iberië binnen, een brug te ver voor de Romeinen. Onder leiding van generaal Terentius gaan de Romeinen in de tegenaanval en steunen ze de Armeense generaal (sparapet) Mushegh I Mamikonian in zijn bevrijdingsoorlog en overwinning in de Slag bij Bagavan. 
Steviger in het zadel kreeg de jeugdige Pap kapsones, liet de werkelijke machthebber, patriarch Nerses I, uit de weg ruimen en eiste de controle over een aantal Romeinse steden, waaronder Edessa. Onder druk van zijn generaals en uit angst dat Pap naar de Perzen zou overlopen, deed Valens een mislukte poging om de prins gevangen te nemen en liet hem later in Armenië executeren.
Pap werd opgevolgd door zijn neef Varazdat.